# Serpong
Serpong es un distrito y un subdistrito ubicado en Tangerang del Sur, provincia de Banten, Indonesia. Antes de que la ciudad de South Tangerang se convirtiera en una ciudad autónoma, Serpong era uno de los subdistritos de Tangerang Regency. 

## Fronteras administrativas
| Dirección | Fronteras con                           |
| --------- | --------------------------------------- |
| Norte     | Serpong Norte                           |
| Este      | Ciputat Pamulang Pondok Aren            |
| Sur       | Setu                                    |
| Oeste     | Regencia de Tangerang Cisauk Pagedangan |

## Subdistritos
El distrito de Serpong está dividido en 9 subdistritos: 
1. Buarán
2. Ciar
3. cilenggang
4. Leng Kong Gudang
5. Lengkong Oriental Gudang
6. Leng Kong Wetan
7. Rawa Buntu
8. Mekar Jaya
9. Serpong

## Historia
Fue originalmente una plantación de caucho, pero ahora se ha desarrollado como una zona de élite. En Serpong han surgido decenas de lugares de entretenimiento, centros comerciales y centros abarrotados. BSD City está ubicada dentro de este distrito. 

## Educación

### Educación terciaria
- Enlace Universitario Internacional de Indonesia (IULI)
- Instituto de Tecnología de Indonesia

## Transporte

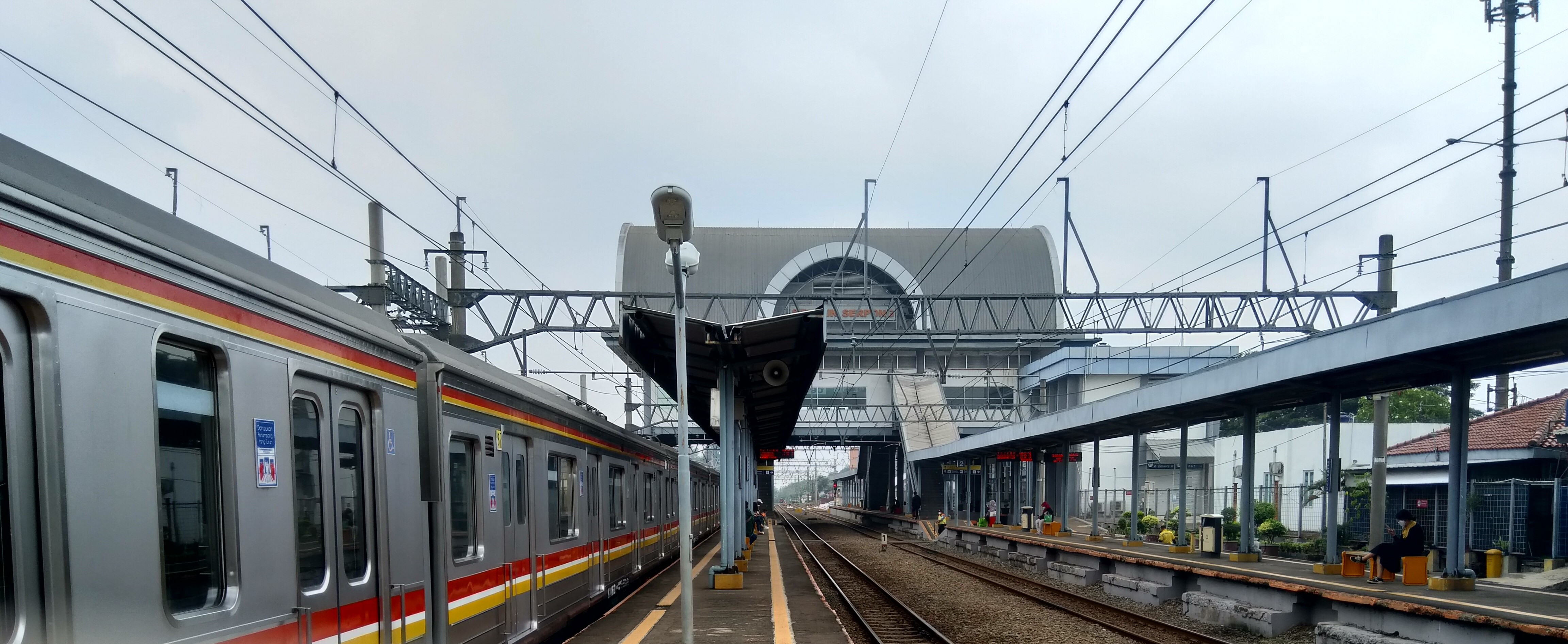
La estación de tren de Serpong se encuentra dentro de este distrito.

Cuenta principalmente con transporte terrestre, con autobuses, taxibus y taxis. El transporte público va principalmente a Yakarta, ya que muchos residentes de Serpong viajan diariamente a Yakarta. El distrito es servido por KRL Commuterline a través de laestación de tren Rawa Buntu y la estación de tren Serpong. Serpong cuenta con el servicio de estas carreteras de peaje:
1. Carretera de peaje Yakarta-Serpong
  1. Carretera de peaje Serpong-Balaraja (planificada)
2. Carretera de peaje Yakarta-Tangerang
3. Carretera de peaje Cengkareng–Batu Ceper–Kunciran (carretera de circunvalación exterior 2 de Yakarta)

Después de la construcción de la carretera de peaje Cengkareng-Batu Ceper-Kunciran, Serpong ahora está conectado directamente con el aeropuerto internacional Soekarno-Hatta. 